# 도라산
도라산(都羅山)은 대한민국 경기도 파주시에 있는 156m의 산이다. 인근에 도라산역이 있다.

## 같이 보기
- 도라산역
- 도라전망대